# 엘리벨렛 레밍턴
엘리벨렛 레밍턴 (Eliphalet Remington) (1793년 10월 28일 출생, 1861년 9월 12일 사망)은 레밍턴 암스의 설립자로 잘 알려져 있다. 회사는 E. 레밍턴 (E. Remington)과 E. Remington & Son, 그리고 E. Remington and Sons으로 잘 알려져 있다.

## 초기

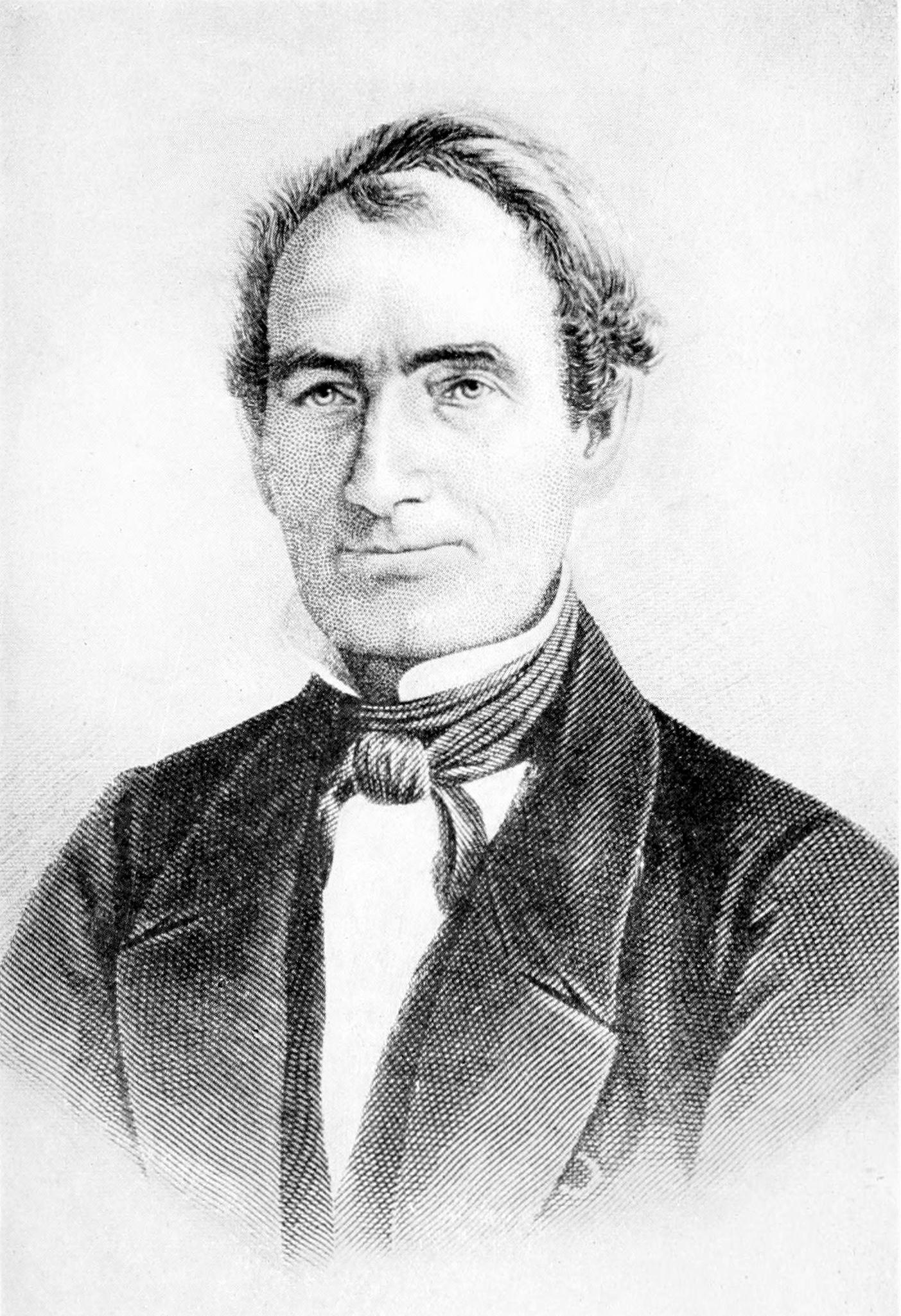
레밍턴의 스케치

엘리팔레 레밍턴 2세는 1793년 코네티컷주 서필드에서 태어났다. 엘리자베스 레밍턴(Elizabeth Remington)과 엘리자베스 레밍턴(Eliphalet Remington)의 외동딸로 태어났다.
엘리팔레트 2세 (Eliphalet II)는 아버지의 뒤를 이어 뉴욕주 허키머 카운티에 있는 가족의 시골 단조장에서 대장간 장사를 시작했다. 레밍턴 하우스(뉴욕 킨 코너스)는 1810년 뉴욕주 프랭크포트에 지어진 최초의 가족주택으로 1997년 미국 국립사적지 등록부에 등재되었다.

## 레밍턴 컴퍼니의 공동 설립자
어린 레밍턴은 아버지와 함께 단조장에서 일했고, 23살 때 총공으로부터 사들인 발사 장치를 사용하여 부싯돌 소총을 손으로 만들었지만, 총통을 직접 만들었다.
이 소총은 레밍턴이 대량으로 생산하기로 결정했을 정도로 반응이 좋았다. 1840년, 그의 세 아들이 가족 사업에서 더 적극적인 역할을 하기 시작했을 때, 그는 E 회사를 설립했다. 레밍턴과 선즈(Remington and Sons)는 그가 1861년 사망할 때까지 그를 이끌었다.
회사는 지속적으로 성장하고 제품을 개발했으며 점차 자전거와 같은 다른 스포츠 용품의 제조를 시작했다. 레밍턴 암스라는 이름으로 운영하다가 2020년 파산했다.

## 개인사
레밍턴은 아비가일 패독 (Abigail Paddock) (1790–1841)과 결혼해, 5명의 아이들을 출산했다: 필로 레밍턴 (Philo Remington), 엘리벨렛 레밍턴 3세 (Eliphalet Remington III), 새뮤얼 레밍턴 (Samuel Remington), 메리 안 레밍턴 (Mary Ann Remington) 그리고 나리아 레밍턴 (Naria Remington)이다. 그는 당시 새로 설립된 시러큐스 대학에 상당한 액수의 돈을 기부했다.